# Union centrale de communautés Emmaüs
Pour les articles homonymes, voir Emmaüs et UCC.
Pour des articles plus généraux, voir Mouvement Emmaüs, Emmaüs International et Emmaüs France.
Vous venez d’apposer le modèle de débat d'admissibilité.
Avant toute chose, veuillez créer la page de débat correspondante en cliquant ici.
- Une fois la page de vote initialisée, rafraîchissez cette page, et le bandeau prendra son aspect définitif.
- Si votre débat d'admissibilité est groupé (le motif et l’argumentation doivent être les mêmes), modifiez cette page pour ajouter au modèle le paramètre « cat » suivi du nom de la page de discussion de l’article pour lequel la page de débat existe déjà (ex. : cat=Discussion:Nom_de_l'autre_article). Ensuite, suivez les nouvelles instructions qui apparaissent.
- Vous pouvez également utiliser le paramètre « type » pour faciliter l’accès aux critères d’admissibilité. Exemple : {{suppression|type=mot-clé}}. Liste des mots-clés existants : fiction, musique, art visuel, fanzine, jeu de société, porno, sportif, association, enseignement, société, site web, route, nombre, (Liste complète ici).

| 1. | Créez la page de débat d'admissibilité.                                                                      | Sauvegardez d’abord la page pour l’initialiser puis indiquez votre motivation.                              |
| 2. | Important : ajoutez une entrée dans la section Débat d'admissibilité du jour.                                | Utilisez ce texte : *{{L\|Union centrale de communautés Emmaüs}}                                            |
| 3. | Pensez à informer les contributeurs principaux de la page et les projets associés lorsque cela est possible. | Utilisez ce texte : {{subst:Avertissement débat d'admissibilité\|Union centrale de communautés Emmaüs}}~~~~ |

L'UCC, ou Union centrale de communautés Emmaüs, était une fédération regroupant des communautés Emmaüs. Avec 39 communautés affiliées, elle est la plus importante des sept fédérations numériquement. Le dernier président de l'UCC fut Jean Marie Allegrini (également président de la communauté Emmaüs de Marseille Pointe Rouge), son prédécesseur étant Rémy Lesaunier, ancien président de la communauté Emmaüs de Dennemont et administrateur de FREHA. Avant lui, Martin Hirsch, aujourd'hui directeur général de l'AP-HP, a présidé l'UCC de 1995 à 2002, avant de devenir président d'Emmaüs France. 
Créée en 1958, l'UCC défend dès son origine le recrutement de responsables de communautés extérieurs au mouvement, une formation professionnelle préalable. La fédération se caractérise entre autres par un salariat national et centralisé des responsables, qui peuvent être mutés dans les différentes communautés du réseau. Les responsables de la fédération UCC reçoivent une formation composée de six stages, dont un à l'international. 
Les différentes fédérations étaient :
- l'UCC
- l'UACE
- Fraternité
- Partage
- Liberté
- Nord Pas de Calais
- Accueil et Vie

Du fait de la réforme interne d'Emmaüs France, la disparition des différentes fédérations de communautés est opérationnelle depuis mai 2008. Les communautés sont désormais regroupées au sein de la "Branche Communautaire" d'Emmaüs France.